# Eupleridae
Los eupléridos (Eupleridae) son una familia de mamíferos placentarios pertenecientes al orden Carnivora,  endémica de Madagascar. Todas las especies de la subfamilia Euplerinae fueron una vez clasificadas dentro de la familia Viverridae. Asimismo, las especies de la subfamilia Galidiinae eran clasificadas en la familia Herpestidae.

## Clasificación
- Familia Eupleridae
  - Subfamilia Euplerinae
    - Género Cryptoprocta
      - Cryptoprocta ferox - Fosa.

    - Género Eupleres
      - Eupleres goudotii - Mangosta de dientes pequeños.

    - Género Fossa
      - Fossa fossana - Civeta de Madagascar.

  - Subfamilia Galidiinae
    - Género Galidia
      - Galidia elegans - Mangosta de cola anillada.

    - Género Galidictis
      - Galidictis fasciata - Mangosta de franjas anchas.
      - Galidictis grandidieri - Mangosta rayada grande.

    - Género Mungotictis
      - Mungotictis decemlineata - Mangosta de listas estrechas.

    - Género Salanoia
      - Salanoia concolor - Mangosta parda.
      - Salanoia durrelli - Mangosta de Durrell

### Filogenia
Cladograma de los géneros actuales según Yoder y colaboradores en 2003:

|  | Fossa        |
|  |              |
|  | Cryptoprocta |
|  |              |

|  | \| \| Galidictis \| \| \| \| \| \| Salanoia \| \| \| \| \| \| Mungotictis \| \| \| \| |
|  |                                                                                       |
|  | Galidia                                                                               |
|  |                                                                                       |
|  | Galidictis                                                                            |
|  |                                                                                       |
|  | Salanoia                                                                              |
|  |                                                                                       |
|  | Mungotictis                                                                           |
|  |                                                                                       |

|  | Galidictis  |
|  |             |
|  | Salanoia    |
|  |             |
|  | Mungotictis |
|  |             |

|  | Fossa        |
|  |              |
|  | Cryptoprocta |
|  |              |

|  | \| \| Galidictis \| \| \| \| \| \| Salanoia \| \| \| \| \| \| Mungotictis \| \| \| \| |
|  |                                                                                       |
|  | Galidia                                                                               |
|  |                                                                                       |
|  | Galidictis                                                                            |
|  |                                                                                       |
|  | Salanoia                                                                              |
|  |                                                                                       |
|  | Mungotictis                                                                           |
|  |                                                                                       |

|  | Galidictis  |
|  |             |
|  | Salanoia    |
|  |             |
|  | Mungotictis |
|  |             |

La posición de Eupleres y Salanoia está sujeta a modificaciones.